# Pribylina
Pribylina (Hongaars: Pribilina) is een Slowaakse gemeente en plaats in de regio Žilina. Het maakt deel uit van het district Liptovský Mikuláš.

## Geografie
Pribylina heeft een oppervlakte van 86,12km2, ligt op een hoogte van 768m en telt in totaal 1.387 inwoners. De plaats ligt in de landstreek Liptov.
Ten oosten stroomt de rivier Belá. Aan de noordkant van Pribylina ligt het Hoge Tatragebergte en aan de zuidkant ligt het Lage Tatragebergte.

## Geschiedenis
De eerste vermeldingen van het dorp zijn uit 1332.
De naam Pribylina zou afgeleid kunnen zijn van een zelfstandig naamwoord „bylina“ (kruid) met het voorvoegsel „pri“ (naast). De gemeente zelf geeft echter aan dat dit een incorrecte verklaring is en dat de naam veeleer moet worden afgeleid van het feit dat Pribylina aan de rivier ligt, oorspronkelijk "Biala - nu Belá" genoemd. Dat betekent dat Pribylina aan de rivier de Biala ligt en dat „Pribilina“ mogelijk uit deze naam is voortgekomen.

## Museum
In Pribylina bevindt zich een museum over de landstreek Liptov waar verschillende plaatsen hun naam aan te danken hebben.

## Fotogalerij

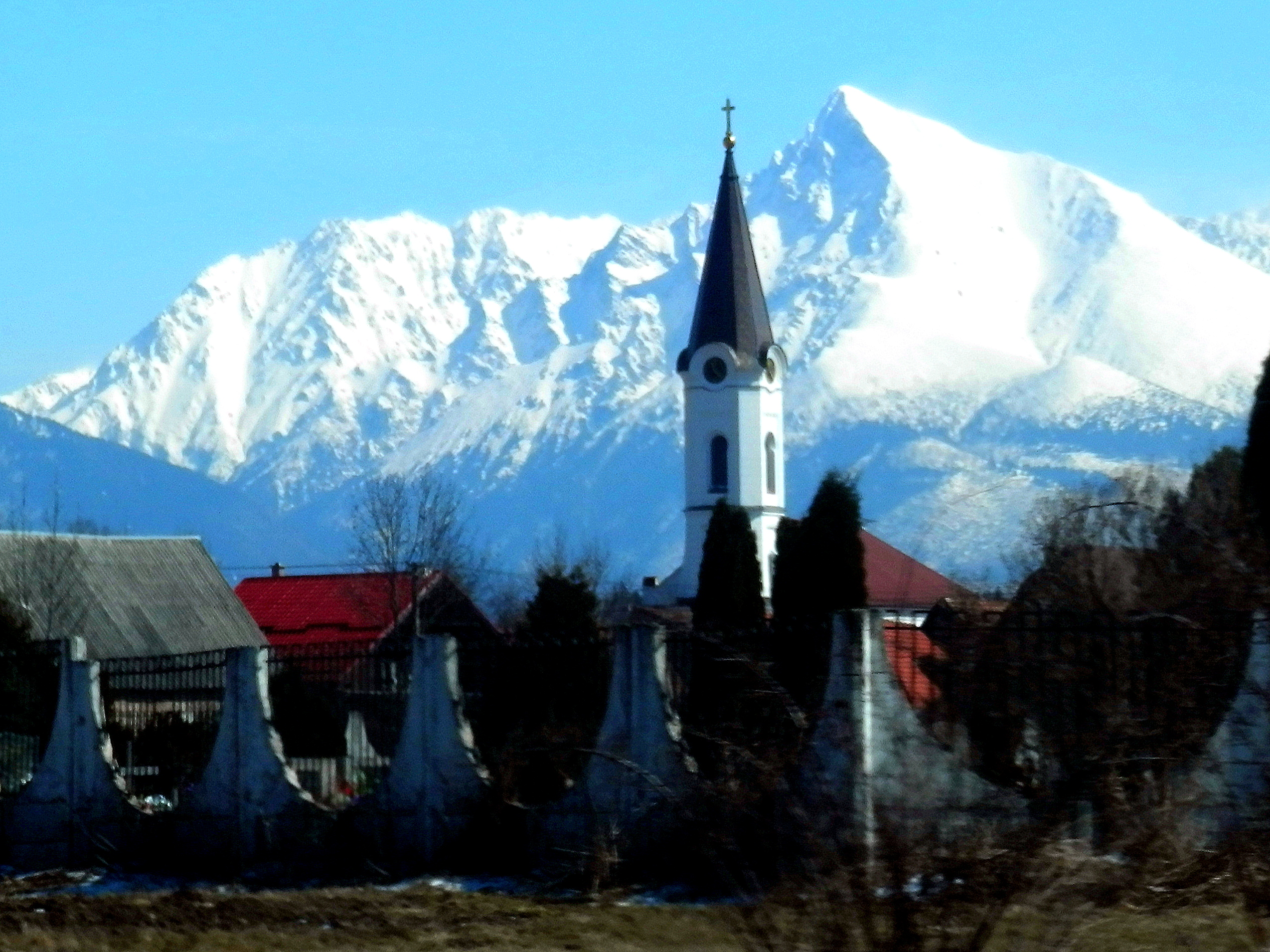
Pribylina met op de achtergrond de berg Kriváň
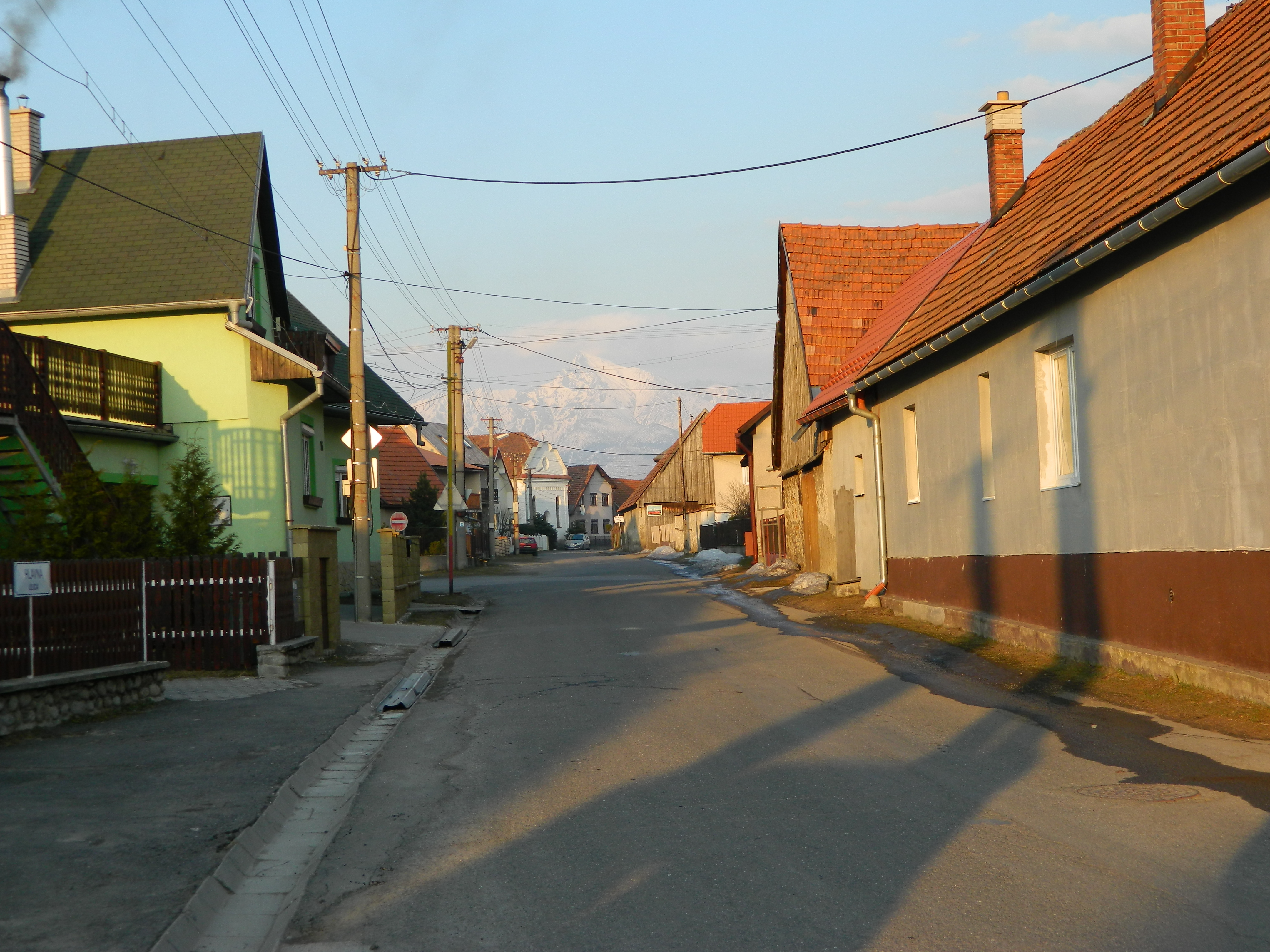
Centrum Pribylina
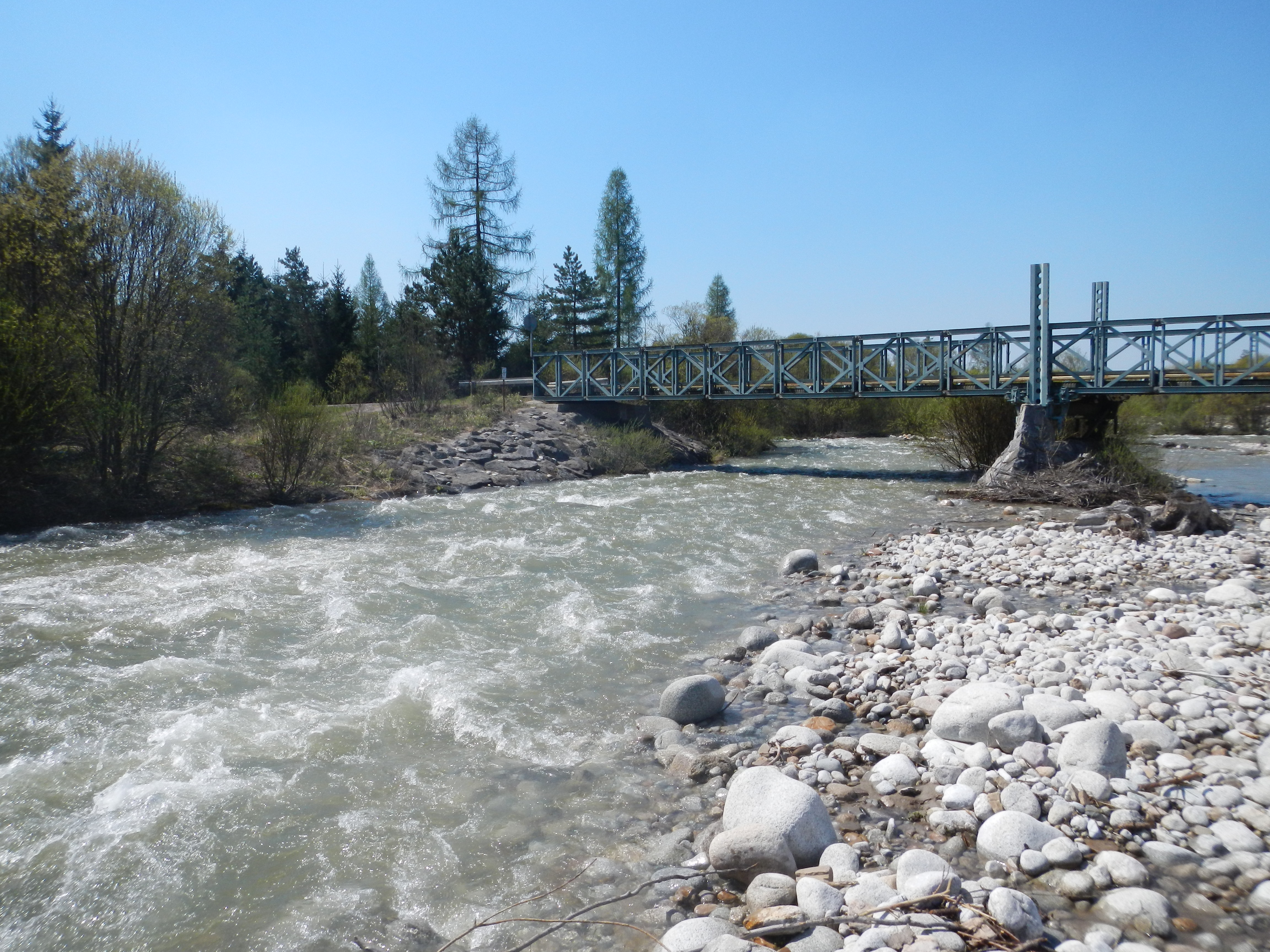
Rivier Belá nabij Pribylina
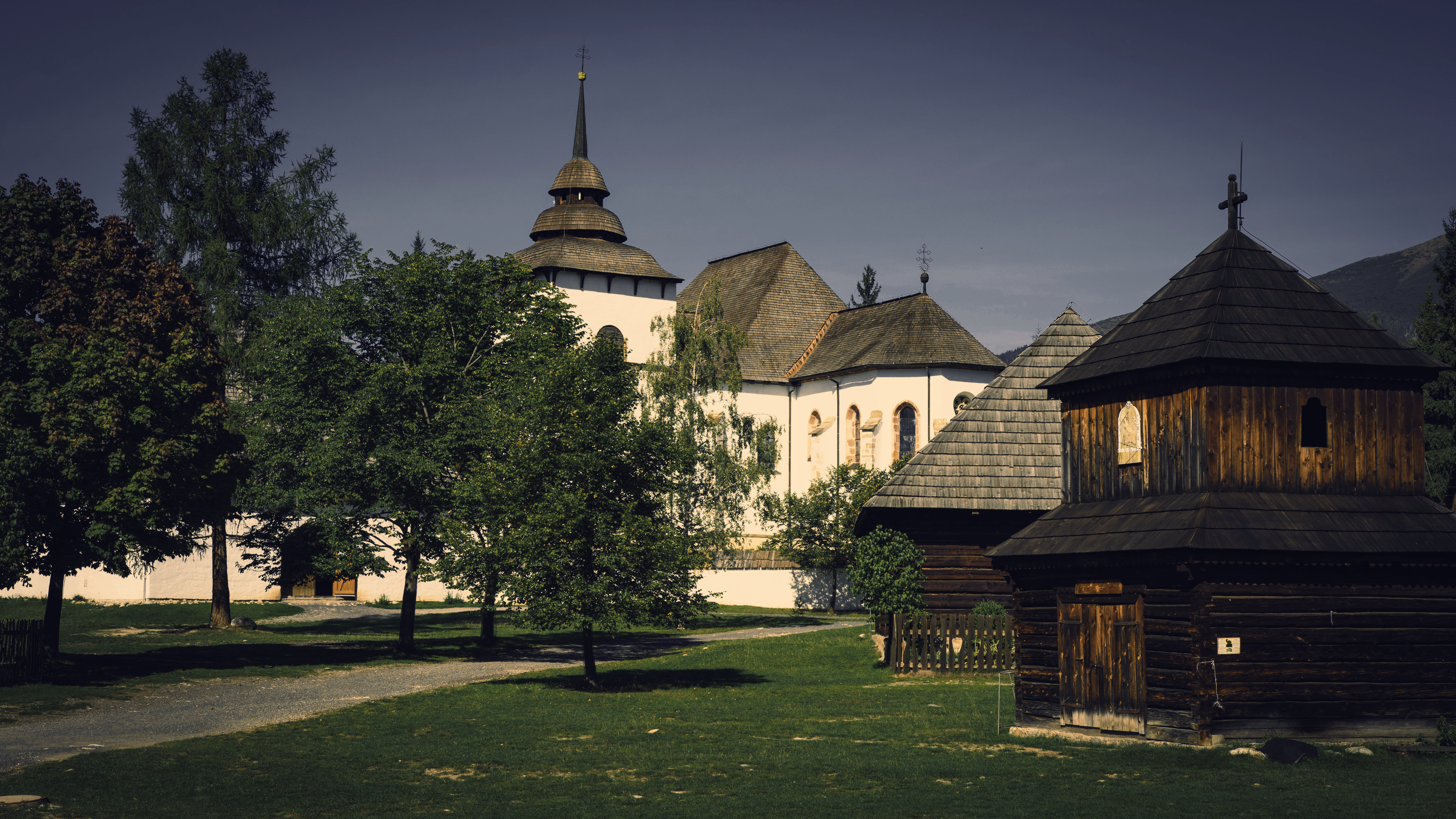
Museum in Pribylina